# Коллективный интеллект

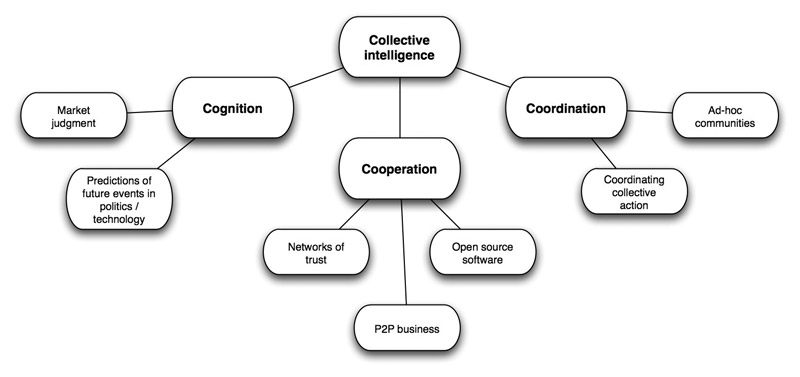
Типы коллективного интеллекта

Коллекти́вный интелле́кт или коллекти́вный ра́зум — термин, который появился в середине 1980-х годов в социологии при изучении процесса коллективного принятия решений. Исследователи из NJIT определили коллективный интеллект как способность группы находить решения задач более эффективно, чем автор лучшего индивидуального решения в этой группе. В этом отношении коллективный интеллект превосходит по уровню интеллект любого индивидуума группы. Это понятие употребляется в социобиологии, политологии и в контексте приложений, предназначенных для группового рецензирования и краудсорсинга. Понятие коллективного интеллекта может затрагивать консенсус, социальный капитал, и такие понятия, как избирательные системы, социальные медиа и другие методы учёта общественной интеллектуальной деятельности.
Коллективный интеллект также приписывается бактериям (микробный интеллект) и животным.
Он может также пониматься как свойство коллектива, возникающее в результате взаимодействия между 1) данными — информацией — знанием; 2) программным и аппаратным обеспечением и 3) специалистами (как носителями новых идей, так и признанными авторитетами) и заключающееся в способности постоянно учиться, используя обратную связь, вырабатывать информацию, необходимую в данный конкретный момент для принятия решений лучших, чем те, что могут принять эти три компонента по отдельности. Или, в более узком смысле, свойство, возникающее в результате взаимодействия между людьми и методами обработки информации. Понимаемый таким образом коллективный интеллект именуется «симбиотическим интеллектом» и описан Норманом Ли Джонсоном. Это понятие используется в социологии, бизнесе, компьютерных науках и средствах массовой информации. Оно также встречается в научной фантастике.
Согласно исследователям Леви и Деррику де Керкхову (Derrick de Kerckhove), оно относится к способности сетевых ИКТ (Информационных и коммуникационных технологий) расширять общий фонд социального знания путём одновременного расширения возможностей для взаимодействий между людьми.
Коллективный интеллект вносит большой вклад в сдвиг фокуса знаний и власти от индивидуального к коллективному. Согласно Реймонду и Херцу, интеллект с открытым кодом рано или поздно начнёт производить результаты, превосходящие таковые, произведённые проприетарным программным обеспечением в рамках корпораций (Терри Флю 2008).
В то же время Генри Дженкинс рассматривает коллективный интеллект как «альтернативный источник власти медиа», тесно связанный с культурой конвергенции (convergence culture). Он обращает внимание на образование и на то, как люди учатся принимать участие в подобных культурах знаний вне рамок формального обучения. Дженкинс критикует школы, поощряющие «автономных решателей задач и замкнутых на себя учеников», при этом настроенные против обучения с использованием средств коллективного интеллекта.
В конечном счёте, как Пьер Леви (2007), так и Генри Дженкинс (2008) разделяют мнение, что коллективный интеллект важен для процесса демократизации общества, поскольку он тесно связан с культурой, основанной на знании, поддерживаемой совместным использованием идей, и таким образом, он вносит вклад в лучшее понимание разнородного общества разными его членами.
Среди писателей, которые оказали влияние на идею коллективного интеллекта, следует упомянуть Дугласа Хофштадтера (1979), Питера Рассела (1983), Тома Атли (1993), Пьера Леви (1994), Говарда Блума (1995), Франсиса Хейлигена (1995), Дугласа Энгельбарта, Клиффа Джослина, Рона Дембо, Готтфрида Майера-Кресса (2003).

## История
Концепция, предшествующая современному термину, встречается у энтомолога Уильяма Мортона Уилера, который отмечает, что кажущиеся независимыми индивидуумы могут сотрудничать так тесно, что становятся неотличимыми от единого организма (1911). Уилер наблюдал этот процесс сотрудничества у муравьёв, которые действовали как клетки единого живого существа, названного им «суперорганизмом».
В 1912 Эмиль Дюркгейм установил, что общество является единственным источником логического мышления у человека. В своей книге «Элементарные формы религиозной жизни» (Elementary Forms of Religious Life) он утверждал, что общество представляет собой более высокоинтеллектуальную форму, так как оно превосходит индивидуума как в пространственной, так и временной протяжённости. Среди других предшествующих — концепция «ноосферы» Владимира Вернадского и концепция «мирового мозга» Герберта Уэллса. Питер Рассел, Элизабет Сантурис и Барбара Маркс Хаббард (автор термина «эволюция сознания») вдохновлялись образами ноосферы — трансцендентного, быстро эволюционирующего коллективного интеллекта — информационной «коры» планеты. Эту мысль позднее также рассматривал философ Пьер Леви.
Математик Джон фон Нейман в 1952 г. в работе «Вероятностная логика и синтез надёжных организмов из ненадёжных компонент» доказал: «Входные данные направляются не в одну, единственную машину, а одновременно в целый ряд тождественных машин; правильным считается тот результат, который даётся большинством этих машин.» Чем больше вычислительных компонентов обрабатывают информацию и чем больше между ними непосредственных связей, тем меньше вероятность ошибки: «…при достаточно большом количестве линий в каждом пучке вероятность несрабатывания большого числа компонент может быть сделана сколь угодно малой».

## Аспекты
Говард Блум рассматривал массовое поведение — коллективное поведение, начиная с уровня кварков и заканчивая бактериальными, растительными, животными и человеческими сообществами. Он обращал внимание на биологическое приспособление, которое превратило большинство существ, живущих на Земле, в компоненты того, что он назвал самообучающейся машиной. В 1986 году Блум совместил идеи апоптоза, параллельной распределённой обработки, группового отбора, и суперорганизма, и разработал теоретическое объяснение того, как работает коллективный интеллект. Позднее он продемонстрировал, как коллективный интеллект конкурирующих бактериальных колоний и человеческих обществ может быть объяснён в терминах сгенерированных компьютером сложных адаптивных систем и генетических алгоритмов, терминов, введённых Генри Холландом.
Блум проследил эволюцию коллективного интеллекта до наших предков-бактерий, существовавших 1 миллиард лет тому назад и продемонстрировал, как многовидовой интеллект функционировал с момента зарождения жизни. Муравьиные сообщества демонстрируют более высокий интеллект, в техническом понимании, чем любое другое живое существо, кроме человека, и сотрудничают в разведении домашнего скота, например, тли, для «доения». Листорезы разводят грибы и приносят листья, служащие для питания грибов.
Давид Скрбина цитирует концепцию группового разума как производную от платоновской концепции панпсихизма (гласящей, что сознание вездесуще и присутствует во всей материи). Он разрабатывает концепцию «группового разума» в том виде, в котором её сформулировал Томас Гоббс в «Левиафане» и аргументацию Фехнера в пользу массового сознания человечества. Он цитирует Дюркгейма как наиболее выдающегося адвоката «коллективного сознания» и Тейяра де Шардена как мыслителя, сформулировавшего философские выводы, следующие из концепции группового разума.
Том Этли в первую очередь концентрируется на людях и на возможностях для увеличения того, что Говард Блум называет «групповым IQ». Этли выражает мнение, что коллективному интеллекту можно поспособствовать в целях «преодоления 'группового мышления' и индивидуальных когнитивных искажений для того, чтобы коллектив сотрудничал в общем процессе — одновременно получая выгоду от более высокой интеллектуальной эффективности.» Джорж Пор определил феномен коллективного интеллекта как «способность человеческих обществ эволюционировать в направлении сложности более высокого порядка и гармонии, используя такие механизмы, как инновация, дифференциация и интеграция, соперничество и сотрудничество.» Этли и Пор утверждают, что «коллективный интеллект также включает в себя достижение единого фокуса внимания и стандартов измерений, которые обеспечивают подходящее граничное условие для действий». Их подход основывается на «метафоре научного сообщества».
Этли и Пор считают, что сферу коллективного интеллекта следует в первую очередь рассматривать как человеческое предприятие, в котором образ мыслей, желание делиться и открытость ценностям распределённого интеллекта, служащим на общее благо, чрезвычайно важны, хотя и теории групп и искусственному интеллекту есть, что предложить. Индивидуумы, уважающие коллективный интеллект, уверены в своих силах и понимают, что целое действительно больше, чем сумма любых его составляющих. Максимизация коллективного интеллекта зависит от способности организации принять и развить «золотое предложение», которым является любая из потенциально полезных идей любого участника. Групповое мышление часто препятствует реализации коллективного интеллекта, позволяя внесение идей только нескольким избранным индивидуумам или отсеивая потенциальные «золотые предложения», не разрабатывая их до реализации.
Роберт Дэвид Стил в своём Новом ремесле разведки изобразил всех граждан как «резервистов службы безопасности», которые способны создать «общественную службу безопасности», которая сможет обеспечить честность общественных деятелей и директоров корпораций, основываясь только на законных и этичных источниках информации, переворачивая саму идею «национальной безопасности» (до того занимавшейся вопросами шпионажа и секретности) с ног на голову.
Согласно Дону Тапскотту и Энтони Д. Вильямсу, коллективный интеллект — это массовое сотрудничество. Для того, чтобы эта идея реализовалась, четыре принципа должны иметь место:
ОткрытостьСовместное использование идей и интеллектуальной собственности: несмотря на то, что эти ресурсы позволяют получить преимущество над конкурентами, разрешение другим использовать идеи и вносить существенные улучшения и внимательно изучать их, позволяет в результате накопить больше преимуществ путём сотрудничества.
ПирингГоризонтальная организация как с «открытостью» программ под Линукс, когда пользователи могут свободно изменять программу и дорабатывать её, при условии, что они делают её доступной для других. Пиринг успешен, потому что он стимулирует самоорганизацию — этот стиль работы для определённых задач более эффективен, чем иерархическая структура управления.
Совместное использованиеКомпании начали предоставлять некоторые идеи для совместного использования, в то же время сохраняя до некоторой степени контроль над другими, такими, как права на потенциальные и критически важные патенты. Ограничение доступа ко всей интеллектуальной собственности закрывает путь новым возможностям, в то время как открытие некоторых для общего пользования расширяет рынки и выводит на рынки новые продукты быстрее.
ГлобализацияРазвитие коммуникационных технологий вызвало расцвет глобальных компаний при низких затратах. Интернет широко доступен, поэтому глобально интегрированная компания не ограничена географически и имеет доступ к новым рынкам, идеям и технологиям.

## Примеры
Глобальная фьючерсная система коллективного интеллекта (GFIS) по адресу www.themp.org была создана в рамках «Проект Миллениум» (Millennium Project) в 2012.
Политические партии мобилизуют большое число людей для формулировки политического курса, выбора кандидатов, финансирования и проведения выборной кампании. Информация, сосредоточенная путём различных методов голосования, позволяет различным возможным путям конвергировать, принимая допущение, что неинформированное голосование является до некоторой степени случайным и может быть исключено из процесса принятия решений, и оставляя в остатке только информированное согласие. Критики указывают, что часто неудачные идеи, неправильные и ложные представления широко распространены, и что структурирование процесса принятия решений должно учитывать мнения экспертов, которые предположительно имеют меньшую тенденцию к случайному голосованию или голосованию на основе неверной информации в заданной сфере.
Военные подразделения, профсоюзы и корпорации удовлетворяют некоторым из определений КИ — самое строгое определение потребовало бы способности реагировать на очень широкий спектр условий без ограничений на действия, исходящих из приказов или указаний от «закона» или «клиентов». Рекламные онлайн-бюро используют коллективный интеллект для того, чтобы обойтись без традиционных маркетинговых и дизайнерских студий.
В контексте, создаваемом учащимися (Learner generated context) группа пользователей мобилизует ресурсы для создания среды, которая отвечает их потребностям, часто (хотя и не исключительно) в связи с соконфигурацией, co-созданием и сопланированием специального пространства обучения, которое позволяет учащимся создать свой собственный контекст. Контекст, создаваемый учащимися, представляет собой специально для данного случая созданное сообщество, способствующее координации совместных действий в доверительной среде. Примеры создаваемого учащимися контекста могут быть найдены в интернете, где сотрудничающие пользователи объединяют знания в «пространстве совместно используемого интеллекта» («shared intelligence space»). Таком, как Википедия. Вместе с развитием интернета развились и концепции КИ как совместно используемого публичного форума. Глобальная доступность интернета позволила большему числу людей, чем когда-либо, делиться идеями и обращаться к идеям других. (Флю, 2008)
Актёрам театра импровизации также известна разновидность коллективного интеллекта, называемая ими 'групповым разумом'. Другим примером коллективного интеллекта могут служить соревнования идей.
Специализированные информационные сайты, такие как Обзор цифровой фотографии (Digital Photography Review) или Камера Лабс (Camera Labs), являются примером коллективного интеллекта. Любой, имеющий доступ к интернету, может поделиться своими знаниями через специализированные информационные сайты.
Quora
Интернет-сервис Quora — портал, где любой человек может задать какой угодно вопрос, и любой может ответить. Каждому вопросу присваивается категория и набор ярлыков для более удобной навигации. Например, вопрос об исполнительном директоре Apple Тиме Куке можно найти в категориях «Apple» и «Исполнительные директора», а «Тим Кук» будет личным ярлыком. Если кто-то интересуется, например, «каково это — работать с Тимом Куком?», ответ будет содержать частную или личную информацию, которая (по определению) недоступна публично. Пользователи могут отвечать от своего имени или анонимно. Получение такой частной информации, конечно, очень ценно для понимания целостной картины или для взгляда за кулисы. Вопросы часто относятся к непосредственному опыту, а ответы часто являются тщательно проверяемыми хрониками и подробными журналами их изменений. Они предоставляют пользователю возможность получить детальную аналитическую картину и информация таким образом демократизируется. Собрание непосредственного опыта разных людей является ярким примером коллективного интеллекта.

### HUNT CHALLENGE 2020
В рамках HUNT CHALLENGE 2020 команды непрофессионалов соревновались с командами профессиональных разведчиков. Стояли такие задачи, как
- прогнозирование уровня пиратства[19];
- корректировка своей уверенности в различных гипотезах с учётом новых доказательств[20];
- выявление недостатков рассуждений при чтении отчётов[21];
- определение геолокации по фотографии[22].

И те, и другие команды использовали платформу Hunt Platform, до этого известную как SWARM, разработанную IARPA. Но непрофессионалы намного активнее сотрудничали и обменивались мнениями, за счёт чего с заметным отрывом опередили профессионалов. Так, с заданием «Определение геолокации по фотографии» справилась всего 1 из 7 профессиональных команд (14 %) и 4 из 13 непрофессиональных (31 %).

### Witology
Краудсорсинговая платформа Witology позволяет проводить общественную экспертизу проектов, привлекать к их решению специалистов, оптимизировать бизнес-процессы. Задумана в 2008 и основана в 2010 году председателем совета Лиги независимых экспертов Сергеем Кареловым (работал на руководящих позициях в IBM и SGI, затем независимый ИТ-эксперт) и президентом фонда «Общественное Мнение» (ФОМ) Александром Ослоном. В феврале 2011 года ОНЭКСИМ Михаила Прохорова и «Спутник» Бориса Йордана инвестировали в Witology 5 млн долларов США. В 2014 новым владельцем Witology стало ООО БМКГ («Большая медведица контент групп»). Среди клиентов компании: Правительство Москвы, Департамент здравоохранения Ханты-Мансийского автономного округа, «Азбука вкуса», Сбербанк, «Росатом», РЖД, Агентство стратегических инициатив.
Witology разработало специализированное ПО и сетевую площадку, на которой общение участников структурировано техническими и организационными средствами. В их числе: модерация командой экспертов, фасилитация, многоступенчатая работа над идеями участников, присвоение рейтинга идеям, система рейтингов для оценки вклада каждого участника. Платформа напоминает социальную сеть, только ориентированную на коллективное решение задач. Участники сообщества рейтингуются по компетенции и областям знаний. Система анализирует поведение людей (сколько времени они проводят во внутренней сети, с кем общаются, какие тексты размещают).
Примеры проектов:
- Общественная экспертиза стратегии социально-экономического развития Ханты-Мансийского автономного округа — Югра «Стратегия-2030» (2016)[32]
- Краудсорсинговый проект «Безналичный город» (2016)[33]
- Краудсорсинговая платформа Правительства Москвы «Город идей» (с 2014 года)[34][35][36][37][38]
- «Выйди из себя» (Сеть супермаркетов «Азбука Вкуса», 2013)[39][40]
- Краудсорсинг-проект «Вместе за достойную медицину» (Департамент здравоохранения Ханты-Мансийского автономного округа, 2013)[41]
- Краудсорсинговый проект «Новые пути развития Зеленограда» (2012)[42]
- Краудсорсинговый проект «Погружение в свет» («Световые Технологии», 2013)[43]
- Краудсорсинговый проект «ТеМП» (Росатом, 2012—2013)[44][45][46]
- Краудсорсинговый проект «Сбербанк-краудсорсинг» (Сбербанка России, 2013)[47][48]
- Краудсорсинговый проект «Дорожная карта» по развитию конкуренции (Агентство стратегических инициатив, 2012)[49]
- Краудсорсинговый проект «Создание национальной системы компетенций и квалификаций» (Агентство стратегических инициатив, 2012)[50]
- Краудсорсинговый проект «Новые пути развития Зеленограда» (2012)[28][29]
- Национальная предпринимательская инициатива «Улучшение инвестиционного климата в Российской Федерации» (Агентство стратегических инициатив, 2012)[51]
- Обсуждение и доработка проекта «Глобальное образование» (Агентство стратегических инициатив, Министерство экономики и др., 2012)[52]

Последняя активность на корпоративном сайте Witology датируется 2018 годом.

## Модели и методы
Иногда, особенно теоретики, более сосредоточенные на искусственном интеллекте, используют «коэффициент коллективного интеллекта» (или «коэффициент кооперации») — который предположительно может быть измерен аналогично «личному» коэффициенту интеллекта (IQ)— делая, таким образом, возможным определить маргинальный добавочный интеллект, присоединяемым каждым новым участником коллективного процесса, таким образом, используя метрики для того, чтобы избежать опасностей группового мышления и глупости.

### Дельфийский метод
Метод Дельфи — способ экспертного оценивания, разработанный в 1950—1960 годы в США для прогнозирования влияния будущих научных разработок на методы ведения войны. Подразумевает заочное анонимное участие экспертов, каждый из которых отвечает на вопросы организаторов. Опросы проводятся в несколько этапов. На первом эксперты получают общий вопрос и должны разбить его на подвопросы. Организаторы отбирают наиболее часто встречающиеся и рассылают их. Теперь эксперты должны ответить, можно ли добавить ещё что-то, достаточно ли информации, есть ли дополнительная информация по вопросу и высказать другие замечания. Формируется следующий опросник и вновь рассылается экспертам, которым теперь надо дать свой вариант решения, а также рассмотреть наиболее крайние точки зрения, высказанные другими экспертами. Опросы повторяются, пока не будет достигнута согласованность между экспертами, или не будет установлено отсутствие единого мнения по проблеме.

### Модель Тадеуша Шубы
В 2001 году, Тадеуш Шуба (Tadeusz (Ted) Szuba) из польской Академии Горного Дела и Металлургии предложил формальную модель феномена коллективного интеллекта. Он принял, что КИ является бессознательным, случайным, параллельным и распределённым вычислительным процессом, выполняемом в среде математической логики социальной системой.
В этой модели существа и информация смоделированы как абстрактные молекулы информации, несущие на себе выражения, записанные языком математической логики. Они квазислучайно замещаются из-за взаимодействия с окружающей средой, содержащей их предполагаемые замещения. Их взаимодействия в абстрактном пространстве вычислений создают многопоточные процессы логических выводов, которые мы воспринимаем как коллективный интеллект. Таким образом, используемая модель вычислений является не-Тьюринговой. Эта теория допускает простое формальное определение коллективного интеллекта как свойства социальной системы, и, похоже, что она успешно работает для широкого круга существ, начиная от колоний бактерий и до человеческих социальных систем. Из восприятия коллективного интеллекта как особого вычислительного процесса следует прямолинейное объяснение нескольких социальных феноменов. Для этой модели коллективного интеллекта было предложено формальное определение КСИ (Коэффициент социального интеллекта, IQS — IQ Social) определённое как «функция распределения вероятности от времени и домена логических выводов из N элементов, отражающая деятельность по производству логических выводов в социальной системе». При том, что IQS кажется вычислительно трудным, моделирование социальной системы в терминах вычислительного процесса, описанного выше, даёт шанс на приближённые вычисления. Одним из потенциальных применений является оптимизация компаний путём максимизации их IQS, и анализ резистентности к лекарствам на предмет коллективного интеллекта бактериальных колоний.

### Модель влияния упёртых несогласных на повышение качества коллективных решений
Основной модельный фактор, влияющий на качество коллективных решений — это численность упёртых несогласных, то есть особей, имеющих собственное мнение, противоречащее агрегированному итогу иерархического сбора мнений, и не готовых от него быстро отказаться даже под угрозой насилия со стороны доминирующих особей.
Согласно Брашу, «математическое описание коллективных вычислений структуры власти в группе обезьян оказывается очень похожим на уравнения, которые нейробиологи используют для описания коллективных вычислений нейронами, хотя нейроны и не „борются“ за власть.»
Кракауэр говорит: «общие для … систем принципы — это принципы накопления и агрегирования информации, и возможно, что компоненты <систем> имеют сильные мнения (предпочтения), которые влияют на вероятность того, что они изменят своё поведение, учитывая информацию, которую они накопили.»
«Вопреки расхожему мнению, — говорит Флэк, — сильные предпочтения на индивидуальном уровне могут на групповом уровне привести к лучшим коллективным вычислениям». Именно для реализации этого потенциала используется двухфазный принцип коллективных вычислений в любых коллективных системах, от сообществ животных до систем, изучаемых в статистической физике. Флэк утверждает, что общий принцип коллективных вычислений таков: он имеет две фазы — фазу накопления информации, которая использует краудсорсинг для сбора надёжной информации, и фазу консенсуса, которая позволяет системе действовать.

### Метод бинарного вопроса
Мнение большинства часто оказывается ошибочным, а мнение информированного меньшинства может оказаться не услышанным. Алгоритм бинарного вопроса уменьшает ошибку на 22-24 %. Его суть в том, что вместо одного вопроса задаётся два. Первый — это основной вопрос (например, является ли Филадельфия столицей штата Пенсильвания?). А второй — это просьба предсказать, какой процент участников ответит на 1-й вопрос «Да». Правильным будет ответ, популярный вопреки ожиданиям участников. Для приведённого примера — это ответ «Нет», который получает неожиданно высокую оценку, исходя из ответа на 2-й вопрос (ведь столица Пенсильвании не известный всем большой город Филадельфия, а маленький и почти неизвестный Гаррисберг).

### Метод вознаграждения за особое мнение, оказавшееся правильным
Обычно система вознаграждения в краудсорсинге предсказаний (например, рынки предсказаний или научный поиск) или поиске верных ответов/решений) ориентирована на тех, кто дал правильный ответ или точно предсказал. Но это стимулирует рост негативных психологических эффектов, свойственных краудсорсингу (групповое мышление, заякорённость мышления, двоемыслие, когнитивные искажения, доминирование горлопанов и т. д.). Из-за этого игнорируются многие факторы, которые, взятые по отдельности, имеют ограниченную предсказательную силу, но способны внести вклад в агрегированные предсказания.
Поэтому вознаграждение не должно распределяться только среди тех, кто были успешными или точными. Награды должны быть в первую очередь направлены на тех, кто сделал успешные предсказания, противоречащие мнению большинства участников.

### Метод спасения коллективной мудрости, когда среднее мнение группы ошибочно (обнаружение информированного меньшинства)
Метод основан на:
- «гипотезе многих глаз» (Many Eyes Hypothesis) — механизме оптимальной коллективной бдительности живых существ, минимизирующем потери при нападении хищников;
- включении в обучающий контур методики машинного обучения;
- расчёте и анализе: гомогенности распределения знаний среди участников «толпы», значимости «толстого хвоста» распределения вероятностей и степени распространённости предубеждений.

Метод выделяет в коллективе «информированное меньшинство», извлекает максимум полезной информации из коллективного мнения «неинформированного большинства» и, применяя механизм «многих глаз», решает проблему «безумия толпы» (падение точности ответов/предсказаний при росте численности группы), а также позволяет гарантированно находить максимально верные ответы/предсказания в тех областях знаний/практик, на которые заранее натренирована система машинного обучения.

### Модель мудрости толпы, метод противодействия предвзятости оценок и социальному влиянию для повышения мудрости толпы
Исследование пяти университетов США и Германии совместно с двумя институтами (Санта-Фе и Макса Планка) основано на многочисленных экспериментах и даёт количественное определение того, как индивидуальные предубеждения и социальное воздействие влияют на коллективную оценку числовых параметров. Авторы исследования: Albert B. Kao, Andrew M. Berdahl, Andrew T. Hartnett, Matthew J. Lutz, Joseph B. Bak-Coleman, Christos C. Ioannou, Xingli Giam and Iain D. Couzin (A. B. K., A. M. B. и I. D. C. разработали эксперименты. A. B. K., A. M. B., A. T. H. и M. J. L. проводили эксперименты. A. B. K., A. B., J. B. B.-C., C. C. I. и X. G. проанализировали данные. A. B. K., A. M. B. и I. D. C. написали статью).
Работа вносит значительный вклад в преодоление трёх основных принципиальных недостатков коллективного интеллекта:
1) информационная зашумлённость (умные мысли, идеи и высказывания тонут среди тысяч простых и банальных высказываний);
2) низкий КПД коллективной работы (итоговый интеллектуальный уровень толпы легко опускается до уровня её самых «слабых» участников);
3) конформизм (склонность большинства присоединяться к наиболее распространённому мнению).
Источниками ошибок коллективных вычислений являются индивидуальные факторы (предвзятость оценки) и социальные факторы (обмен информацией; социальное влияние может вызвать предвзятость оценок, даже если отдельные люди в изоляции непредвзяты)
Исследование впервые
1. научилось измерять источники ошибок[65];
2. предложило корректирующие поправки, снижающие влияние источников ошибок до приемлемой величины[65];
3. предложило конкретные меры по снижению влияния негативных факторов ограничение общения участников до начала агрегирования результатов.

Авторы исследования предложили 3 группы поправок к агрегированным оценкам краудсорсеров:
— поправка среднего значения (усреднения всех оценок);
— поправка медианного значения;
— поправка для максимизации вероятности правильной оценки.
Предложенный метод выработки поправок применим пока лишь для числовых оценок, делаемых краудсорсерами (например, оцените на глаз, сколько горошин в этой банке).
Инструментальные методы нивелировки индивидуальной предвзятости и группового влияния при краудсорсинге стали исследоваться на Западе лишь в середине 2010-х. В то же время в России, специально для решения задач нивелировки индивидуальной предвзятости и группового влияния, ещё в конце 2000-х был разработан оригинальный метод (синтеллектуальный краудсорсинг). Более того, этот новый, куда более эффективный метод краудсорсинга в начале 2010-х был реализован в программной платформе Witology, на которой были выполнены десятки коммерческих проектов.
Индивидуальная предвзятость краудсорсеров, при работе на платформе Witology, выявляется и минимизируется с помощью системы рейтингов участников, определяющей «вес мнения» каждого из них в интегрированном «мнении толпы». Социальное влияние при выработке собственного мнения краудсорсером, работающим на платформе Witology, вообще сведено к нулю, так как пользовательский интерфейс участника не позволяет ему видеть ни популярность чужих мнений, ни даже сами эти мнения. Они становятся доступны для всеобщего обозрения только после фиксации собственного мнения каждым из участников. В результате, «Закон Матфея» на платформе Witology не действует.

## Цифровые медиа
Новые медиа часто ассоциируются с популяризацией и повышением качества коллективного интеллекта. Способность новых медиа с лёгкостью сохранять информацию и пользоваться ею, большей частью при помощи баз данных и интернета, позволяет беспрепятственно делиться ею. Таким образом, путём взаимодействия с новыми медиа, знание легко переходит от источника к источнику (Флю 2008) давая в результате разновидность коллективного интеллекта. Использование интерактивных новых медиа, в частности, интернета, поощряет онлайн-взаимодействие и такое распределение знания между пользователями.
Франсис Хейлиген, Валентин Турчин и Готтфрид Майер-Кресс в числе прочих рассматривают коллективный интеллект через призму компьютерной науки и кибернетики. С их точки зрения, интернет делает возможным коллективный интеллект в широчайшем, планетарном масштабе, таким образом содействуя появлению глобального мозга. Разработчик Всемирной паутины, Тим Бернерс-Ли, стремился к популяризации глобального совместного использования и публикации информации. Позднее его работодатель открыл эту технологию для свободного использования. В начале 90-х годов потенциальные возможности интернета были ещё не исследованы, примерно до середины 1990-х, когда «критическая масса», как было сформулировано руководителем Управления по перспективным исследованиям и разработкам (ARPA), доктором Дж. Ликлайдером, потребовала большей доступности и полезности. Движущей силой этой формы коллективного интеллекта [какой?] является переход информации и коммуникации в цифровую форму. Генри Дженкинс, ключевой теоретик новых медиа и конвергенции медиа, исходит из теории, которая гласит, что коллективный интеллект может быть атрибутирован конвергенции и культуре участия (participatory culture) (Флю 2008). Он критикует современное образование за неспособность включить текущие тенденции к коллективному решению проблем в учебный процесс, утверждая, что "в то время, как сообщество коллективного интеллекта поддерживает групповое право собственности на работу, школы оценивают отдельных участников ". Дженкинс утверждает, что взаимодействие с сообществом знания вырабатывает умения, жизненно необходимые для молодых людей, и что групповое взаимодействие при помощи сообществ коллективного интеллекта помогает этим умениям развиваться. Коллективный интеллект — это не только количественное добавление информации из всех культур, но и качественное.
Леви и де Керкхов рассматривают КИ с точки зрения массовых коммуникаций, обращая особое внимание на способности сетевых информационных и коммуникационных технологий улучшить качество фонда знаний сообщества. Они предполагают, что эти средства связи дают возможность людям одновременно легко и быстро взаимодействовать, делиться и сотрудничать (Флю 2008). С развитием интернета и его повсеместным использованием, возможности поделиться знанием в сообществах и принадлежащих им форумах знаний [уточнить], таких, как Википедия, сейчас больше, чем когда бы то ни было раньше. Подобные компьютерные сети дают участникам возможность для доступа к информации через коллективный доступ к подобным базам данных и позволяют им «обуздать улей» («to harness the hive») (Реймонд 1998; Херц 2005 по Флю 2008). Исследователи в Центре Коллективного Интеллекта Массачусетского Технологического Института (MIT Center for Collective Intelligence) изучают коллективный интеллект групп людей и компьютеров.
В данном контексте коллективный интеллект часто смешивают с совместно используемым знанием. Первый — это доступные всем членам коллектива знания, в то время как последнее — это сведения, известные всем членам сообщества. В коллективный интеллект, представленный Веб 2.0 пользователи вовлечены меньше, чем в коллаборативный интеллект. Примером художественного проекта, использующего платформу Веб 2.0 является «Общая Вселенная» («Shared Galaxy»), экспериментальный проект, разработанный анонимным художником и имеющий целью создать коллективную сущность, которая выглядит как одна личность на нескольких платформах, к примеру, МайСпейс (MySpace), Фейсбук (Facebook), Ютуб (YouTube) и Вторая жизнь (Second Life). Пароль указан в профилях и учётные записи под именем «Shared Galaxy» открыты для общего пользования. Таким образом, многие участвуют в процессе бытия одним.
С ростом интернета и мобильных телекоммуникаций появились также мероприятия типа «роения» («swarming») или «рандеву» («rendezvous») дающие возможность назначить встречу или даже свидание по запросу. Эффект распространения подобных явлений ещё не может быть ощущен полностью, но антиглобалистское движение, к примеру, сильно зависит от электронной почты, мобильных телефонов, пейджеров, текстовых сообщений и других средств организации. Этли обсуждает связь между этими мероприятиями и политическими взглядами, которые стоят за ними. Организация Indymedia действует в более публицистической манере. Такие ресурсы могут образовывать форму коллективного интеллекта, подотчётную только актуальным участникам, но при этом обладающую выраженными моральными или языковыми установками, полученными от поколений участников — или даже принять очевидно более демократичную форму для достижения общих целей.

### Социальные закладки
В социальных закладках (также называемых коллективными ярлыками), пользователи присваивают ярлыки (tags) источникам, используемым совместно с другими пользователями, что позволяет новой разновидности организации информации сформироваться в ходе этого краудсорсингового процесса. Полученная в результате информационная структура может рассматриваться как коллективное знание (или коллективный интеллект) сообщества пользователей и обычно именуется «фолксономией», а процесс может анализироваться в рамках моделей коллаборативного таггинга.
Недавние исследования, использовавшие данные веб-сайта социальных закладок Delicious, показали, что системы коллаборативного таггинга (коллективных ярлыков) демонстрируют динамику, свойственную сложным (или самоорганизующимся) системам. Несмотря на то, что здесь нет централизованно контролируемого словаря, который ограничивал бы действия отдельных пользователей, было доказано, что распределение ярлыков, описывающих различные ресурсы, с течением времени конвергирует в стабильные распределения степенной зависимости (power law). Как только такие стабильные распределения сформировались, исследование корреляций между различными ярлыками может быль использовано для конструирования простых фолксономических графов, которые могут быть эффективно разделены для создания разновидности сообщества совместно используемых словарей. Эти словари могут рассматриваться как разновидность коллективного интеллекта, возникающая из децентрализованных действий сообщества пользователей. Проект Wall-it также является примером социальных закладок.

### Видеоигры
Такие игры, как серия The Sims и Second Life спланированы таким образом, чтобы сюжет не был линейным, а развитие игрового мира зависело от коллективного интеллекта. Эта разновидность совместного использования постепенно эволюционирует и влияет на мировоззрение текущего и последующих поколений. Для них коллективный интеллект стал нормой. В своём обсуждении «интерактивности» в пространстве онлайн-игр, непрерывного диалога между пользователями и разработчиками игры, Терри Флю ссылается на концепцию коллективного интеллекта за авторством Пьера Леви (Levy 1998) и приводит доводы, что она так же распространена в видеоиграх, поскольку кланы и гильдии в ММОРПГ постоянно действуют с целью достижения целей. Генри Дженкинс считает, что культуры участия, зарождающиеся на пространстве между производителями игр, медийными компаниями и конечными пользователями, означают фундаментальные изменения в природе производства и потребления медиа-продукции. Дженкинс приводит доводы в пользу того, что эти новые культуры участия появляются на стыке трёх новых глобальных медийных трендов. Во-первых, это появление новых медийных инструментов/технологий, позволяющих создавать контент (content). Во-вторых, возникновение субкультур, популяризирующих эти произведения, и в-третьих, рост медийных конгломератов дополнительной ценности (value adding media conglomerates), которые стимулируют поток идей, образов и сюжетов. Джон Бенкс, специалист в теории культуры и разработчик онлайн-сообществ, признавал вклад онлайн фан-сообществ в создание проекта Trainz. Он утверждал, что своим коммерческим успехом проект глубоко обязан "возникновению и развитию активного и энергичного онлайн-сообщества фанатов, которые одновременно активно рекламировали проект и создавали контент, расширяющий и дополняющий оригинальное программное обеспечение игры. Увеличение количества контента, создаваемого пользователями и повышение интерактивности также вызвало появления проблем с контролем над игрой и с правами собственности на контент, созданный пользователями. Это вызывает фундаментальные юридические проблемы, очерченные Лессигом и Бреем и Консински, относящиеся к таким аспектам, как интеллектуальная собственность и право собственности.
Госни (Gosney) в своём обсуждении игр в альтернативной реальности распространяет эту проблему коллективного интеллекта на шаг дальше. Он описывает этот жанр как «кросс-медийную игру, которая сознательно размывает границы между внутриигровым и внеигровым опытом» поскольку события, происходящие вне игровой реальности, «затрагивают» жизнь игрока для объединения этого опыта. Прохождение игры требует «совместных и сотруднических усилий многих игроков»; и, таким образом, проблема совместной и сотруднической командной игры для игр в альтернативной реальности очень актуальна. Госни считает, что жанр альтернативной реальности требует беспрецедентного уровня сотрудничества и "коллективного интеллекта"для решения загадок игры.

### Биржевые предсказания
Благодаря возможности интернета быстро передавать большие массивы информации по всему миру, использование коллективного интеллекта для предсказания биржевых котировок и их направления стало всё более реальным. Сайты агрегируют биржевую информацию, настолько свежую, насколько возможно, так что биржевые аналитики, как профессионалы, так и любители, могут публиковать свою точку зрения, давая возможность непрофессиональным инвесторам высказать свои мнения по вопросам финансов и создать агрегированное мнение. Мнению всех инвесторов может быть присвоен одинаковый вес, так что выполняется ключевое условие эффективного использования коллективного интеллекта: масса людей, обладающих самым разным опытом анализа биржевого рынка, могут быть использованы для более точного предсказания поведения финансовых рынков.
Коллективный интеллект поддерживает гипотезу эффективного рынка авторства Юджина Фама — и, хотя термин «коллективный интеллект» и не используется прямо в работе Фама, он ссылается на исследование, проведённое Майклом Дженсеном в котором 89 из 115 выбранных фондов показали эффективность ниже биржевого индекса в период с 1955 по 1964 гг. Но после вычитания платы за управление капиталом (the loading charge) только у 72 эффективность была ниже, а после вычитания затрат на куртаж (brokerage costs) только 58 показали более низкую эффективность. На основании этих доказательств индексные фонды (index funds) стали популярным инвестиционным механизмом, использующим как инвестиционную стратегию коллективный интеллект рынка, в противовес суждению профессиональных управляющих фондов.

## Мнения
Том Этли показал, что, хотя людям присуща внутренняя способность собирать и анализировать данные, они находятся под влиянием культуры, образования и социальных институтов. Отдельный человек склонен принимать решения, мотивированные инстинктом самосохранения. Кроме того, у людей нет метода для того, чтобы сделать выбор, уравновешивающий инновации и действительность. Таким образом, без коллективного интеллекта люди могут довести себя до вымирания, вызванного их собственными эгоистическими нуждами.
Филипп Браун и Хью Лаудер цитируют мнение Боулза и Джинтиса (1976), гласящее, что для того, чтобы дать настоящее определение коллективному интеллекту, абсолютно необходимо отделить «интеллект» от айкьюизма (IQism). Они продолжают приводить аргументы в пользу того, что интеллект — это достижение, и что он может развиться, только если дать ему возможность к этому. К примеру, группы из более низких слоёв общества крайне ограничены в агрегировании и объединении своего интеллекта. Причина этого в том, что элиты боятся, что коллективный интеллект убедит людей восстать. Если такая возможность и связность отсутствуют, то, следовательно, нет и инфраструктуры, на которой строится коллективный интеллект (Brown & Lauder 2000, С. 230). Этот пример отражает, насколько велики возможности коллективного интеллекта, если ему позволить развиться.
Исследования, проведённые Тапскоттом и Вильямсом, выявили некоторые примеры преимуществ, которые коллективный интеллект даёт бизнесу:
Эффективное использования талантовПри текущей скорости развития технологий, никакая фирма не может поддерживать темп инноваций, необходимый для сохранения конкурентоспособности. Вместо этого, умные компании используют могущество массового сотрудничества для того, чтобы вовлечь в участие людей, которых они не могут нанять.
Создание спросаФирмы могут создать новый рынок для дополняющих товаров путём участия в сообществах открытого исходного кода.
Снижение затратМассовое сотрудничество может помочь значительно снизить затраты. Фирмы могут предоставить особое программное обеспечение или продукт для оценки или тестирования онлайн-сообществами. В результате продукт будет более индивидуализированным, надёжным и свободным от ошибок, а время и затраты на разработку значительно снизится.
Скептики, особенно критически настроенные в отношении искусственного интеллекта и более склонные считать, что риск телесных повреждений или физические действия являются тем фундаментом, на котором основано единство людей, также более склонны подчёркивать способность группы предпринимать действия и противостоять ущербу путём гибкой массовой мобилизации, игнорируя ущерб так же, как организм игнорирует потерю нескольких клеток. Это направление мысли более очевидно в антиглобалистском движении и описано в работах Джона Зерзана, Керол Мур и Starhawk (Мириам Симос), обычно чурающихся академиков. Эти теоретики более склонны в определении онтологических различий ссылаться на экологическую и коллективную мудрость и роль консенсуса, чем на любую форму «интеллекта» как такового, который, как они часто утверждают, не существует, или представляет собой просто «ум».
Суровые критики искусственного интеллекта на почве этики склонны продвигать коллективные методы формирования мудрости, такие, как новый трибализм, Гейянизм. Остаётся открытым вопрос о том, являются ли они системами коллективного интеллекта. Некоторые, например, Билл Джой, хотят просто избежать автономного коллективного интеллекта любого вида, и, похоже, хотят работать над коллективным интеллектом в строгом смысле слова, чтобы противостоять угрозам со стороны искусственного интеллекта.

## Результаты исследования
В процессе исследования учёные пришли к выводу, что при работе в коллективе важны не столько интеллектуальные способности каждого из членов группы, сколько их социальная восприимчивость, количество женщин и отсутствие ярко выраженного лидера при наличии выраженного стремления к доминированию у членов группы.

## Коллективный интеллект итехнология
Термин «коллективный интеллект» используется во всемирной паутине, означая сетевые службы, обрабатывающие данные, собранные из разных источников и от разных участников, и находящие среди них самые полезные.
Примеры реализации
- Вики-проекты по совместному накоплению, совершенствованию и публикации знаний (Википедия).
- Сервисы вопросов и ответов Google Answers, Ответы@mail.ru.
- Системы оценок и отзывов о товарах (Amazon) и мультимедийном контенте (Flickr, YouTube).
- Групповая разработка открытого программного обеспечения.
- Совместная работа многих участников проекта с помощью программного обеспечения Groupware.
- Рынок предсказаний.
- Порталы с механизмами саморегуляции, такие как Хабрахабр.
- Геосоциальные игры.
- Геосоциальные сети, в том числе мобильные, такие как Gvidi и Foursquare.